# Павловский, Алексей Павлович
Алексе́й Па́влович Павло́вский — украинский писатель и лингвист, создатель «Грамматики малороссийского наречия». Родился в 1773 году в селе Шутивка на территории Курской губернии, ныне  село Сосновка, Сумской области Украины. После учебы в Киеве уехал в Санкт-Петербург, где изданы все его работы. Последняя работа датирована 1822 годом. Дата и место смерти неизвестны.
Книга А. П. Павловского «Грамматика малороссийского наречия, или грамматическое показание существеннейших отличий, отдаливших малоросское наречие от чистого российского языка, сопровождаемое разными по сему предмету замечаниями и сочинениями», была издана в Санкт-Петербурге 1818 году.
В 1822 году в Санкт-Петербурге было издано также подготовленное А. П. Павловским дополнение к своей работе — «Прибавление к Грамматике малороссийского наречия».
На подготовку к печати этой небольшой по объёму (114 страниц) работы с длинным названием автор, родом с Сумщины, отдал почти тридцать лет своей жизни. Как и многие его современники, Павловский беспокоился о судьбе украинского языка, поэтому поставил перед собой цель оживить своей книгой «исчезающее наречие», убедить русифицированных современников, что оно является самостоятельным языком украинцев, родственных с другими славянами.
Изданная в начальный период формирования нового украинского литературного языка произведениями И. П. Котляревского, П. П. Гулака-Артемовского, Г. Квитки-Основьяненко, книга А. П. Павловского положила начало научному описанию украинского языка, оказала заметное влияние на возрождение украинской национальной культуры. Благодаря этой работе, украинский народ получил первую научную грамматику родного языка, которая могла служить и самоучителем: ведь именно в ней автор рассказал о грамматическом построении украинского языка, дал сведения об особенностях фразеологии и стихосложения на украинском языке, представил в приложении примеры разговорно-диалектного и литературного языков.
Павловский был одним из первых теоретиков украинской орфографии, предложив и последовательно проводил принцип фонетического написания, точно отражающего произношение. Его орфография — вариант ярыжки; в современном правописании сохранилось предложенное им написание і для смягчающего гласного звука, диграфы дж и дз для аффрикат. Правописанию грамматики Павловского следовали в общих чертах Квитка и Гулак-Артемовский.

## Работы
- Грамматика малороссийского наречия - онлайн версия